# وليام باناخ
وليام باناخ (بالإنجليزية: William Banach)‏ (و. 1903 – 1951 م) هو سياسي من الولايات المتحدة الأمريكية .